# Enristre

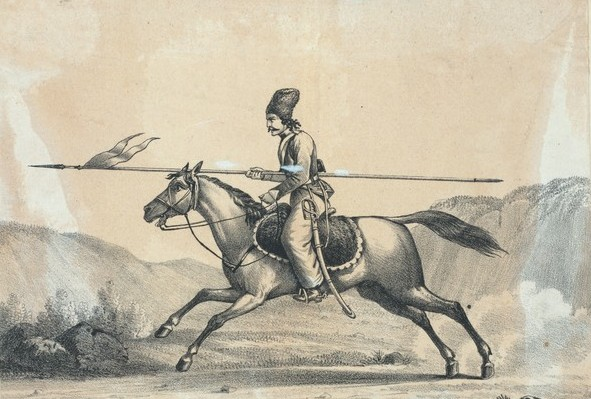
Lancero persa con el arma enristre (1840)

En el ámbito militar, se llama enristre a la acción de enristrar la lanza u otra arma de asta poniéndola horizontalmente y bien afianzada debajo del brazo derecho, colocando la moharra al frente y el regatón a la espalda. Por ejemplo, en una carga, los lanceros de primera fila enristraban la lanza y los de segunda la llevaban en la posición de prevengan lanzas.
Enristren lanzas era la voz de mando para que los lanceros tendieran la lanza horizontalmente en el momento de la carga. 